# Saarland Hurricanes
Saarland Hurricanes är en klubb för amerikansk fotboll, som håller till i Saarbrücken, Tyskland. Klubben bildades 1996 geenm en sammanslagning av de lokala klubbarna Saarbrücken Wölfe och Dillingen Steelhawks.
Klubben gick upp till German Football League år 2000 och 2010, och till slutspel 2005.

### Fotnoter
1. ↑  Team History Arkiverad 10 januari 2011 hämtat från the Wayback Machine. (tyska) Saarland Hurricanes webbplats, läst: 20 januari 2011
2. ↑  Football History Arkiverad 28 september 2017 hämtat från the Wayback Machine. (tyska) Historiska tyska amerikansk fotboll-tabeller, läst: 19 januari 2010